# Майер, Тобиас
Тобиас Майер (нем. Tobias Mayer; 17 февраля 1723, Марбах-на-Неккаре — 20 февраля 1762, Гёттинген) — немецкий картограф и астроном, ставший известным своим изучением Луны.

## Биография
Родился в Марбахе в семье ремесленника; был подмастерьем сперва у маляра, потом у сапожника. Благодаря замечательным природным дарованиям Майер без посторонней помощи приобрёл значительные познания; на 20-м году жизни переселился в Нюрнберг и поступил в картографическое заведение Франца-Гомана чертёжником и гравёром. Здесь свободное время он посвящал науке, производил самодельными инструментами астрономические наблюдения и приобрёл такую известность, что в 1751 году приглашён в Гёттинген профессором математики и астрономии.

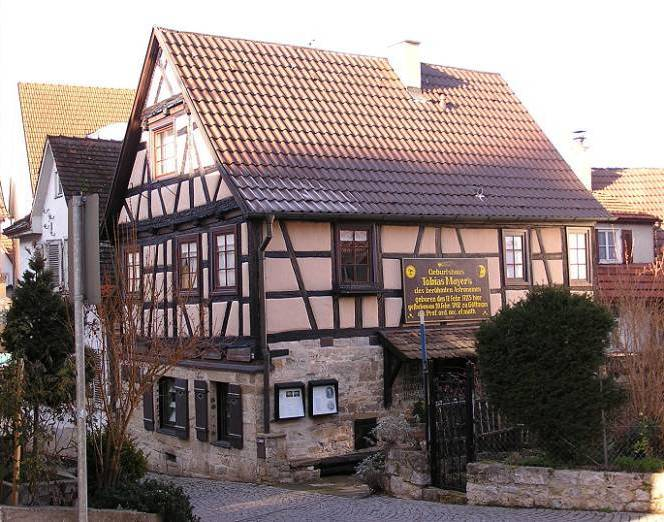
Дом, где родился Тобиас Майер

Несмотря на кратковременность своей жизни, Майер успел произвести в Гёттингене множество астрономических наблюдений и написать несколько капитальных трактатов. Его каталог 998-ми зодиакальных звезд до сих пор имеет значение; он дал полную теорию пассажного инструмента, изобрел отражательный призмозеркальный круг, так называемые повторительные инструменты и пр. Величайшую славу приобрели его исследования движения Луны.
Сочинение «Theoria Lunae juxta systema Newtonianum» напечатано в Лондоне только после его смерти (1767); вдова Майера получила за него премию англ. правительства в 5000 фунтов, назначенную за способ определения долгот на море.
Другие сочинения Майер изданы Лихтенбергом («Opera inedita», 1775), а астрономические наблюдения лишь в 1826 году.
Любопытные подробности о детстве Майера, о его приключениях во время осады Гёттингена французами в Семилетнюю войну и пр. напечатаны в нем. «Monatliche Correspondenz» Цаха (томы VIII и IX).
Сын Тобиаса, Иоганн Майер (1752—1830), был также профессором в Гёттингене; он напечатал: нем. «Practische Geometrie» (1795—1802), нем. «Lehrbuch über die physische Astronomie» (1805) и др.

## Память
В 1935 году Международный астрономический союз присвоил имя Тобиаса Майера кратеру на видимой стороне Луны.